# 篠原凜太郎
篠原 凜太郎（しのはら りんたろう、1997年11月20日 - ）は、日本のシンガーソングライター。京都府八幡市出身。血液型AB型。身長171cm。未婚。現在は福岡を中心に活動。

## 来歴
C&S音楽学院（現・C&S学院）を卒業。
2015年より活動開始。初オリジナル曲「たしかなもの」を製作。
以降ライブハウスでのイベントを中心に月に7本ペースでライブを行う。
2018年12月、自身初の自主企画、「音楽が好きなんだ」をライブハウスpublic space四次元にて開催。翌年1月、このライブをDVDとして発売開始。
同時に熊本でのライブ音源をCDとして発売開始する。　
2019年6月より本格的にレコーディングを開始。同年9月にレコ発記念として関西ツアーを敢行。
福岡のライブハウスpublic space四次元にて、ツアーファイナルを行う。
2021年7月には島村楽器主催イベント「アコパラ」にて全国大会グランプリ受賞。

## 音楽スタイル
アコースティック・ギター弾き語りのスタイルを一貫している。楽曲は自身で作詞・作曲を行い、作曲は主にギターで行う。

## 受賞
- 2021年島村楽器主催アコパラ-ON LINE-全国大会グランプリ賞受賞(2021年)

## 出演
- 小郡市人権教育啓発センター「不登校を考える学習会」(2020/10/10)[2]
- F-POP歌謡祭 vol.2 (2020/1/12) [3]

- F-POP歌謡祭 vol.3 (2021/1/8)[4]
- POPTAPE 「コ太朗の部屋」（2022/6/5 LOVE FM）